# Arjan Schreuder
Arjan Schreuder (Amsterdam, 19 januari 1972) is een Nederlandse oud-langebaanschaatser. Hij was vooral goed op de middenlange afstanden, de 1000m en de 1500m. Schreuder heeft een aantal maal aan de verschillende Nederlandse kampioenschappen in het langebaanschaatsen meegedaan met als beste resultaten de tweede plaats op het NK Sprint in 1993 achter Gerard van Velde en de derde plaats op de 1000m van het NK Afstanden in 1996. Schreuder deed in zijn schaatscarrière eenmaal mee aan de Olympische Winterspelen, namelijk die van 1994 in Lillehammer.
Arjan Schreuder was een van de eerste langebaanschaatsers die in een commerciële schaatsploeg zat. In 1996 reed hij voor de Sanex schaatsploeg die in 1995 opgezet was rondom Rintje Ritsma. Na het seizoen 1996-1997 verliet Schreuder de ploeg.

## Persoonlijk records
| Afstand     | Tijd     | Datum           | Baan       |
| ----------- | -------- | --------------- | ---------- |
| 500 meter   | 38,25    | 1 maart 1991    | Calgary    |
| 1000 meter  | 1.13,69  | 13 maart 1996   | Heerenveen |
| 1500 meter  | 1.52,68  | 5 december 1993 | Hamar      |
| 3000 meter  | 4.01,49  | 1 maart 1991    | Calgary    |
| 5000 meter  | 6.50,68  | 4 december 1993 | Hamar      |
| 10000 meter | 14.25,54 | 5 maart 1991    | Calgary    |

## Resultaten
| jaar | NK Afstanden                           | NK Sprint | NK Allround | WK Sprint | WK Junioren | Olympische Spelen  |
| ---- | -------------------------------------- | --------- | ----------- | --------- | ----------- | ------------------ |
| 1990 | 16e 1500m 20e 5000m                    |           |             |           | Brons       |                    |
| 1991 |                                        |           | NC13        |           | DQ          |                    |
| 1992 | 13e 1000m 8e 1500m 10e 5000m 9e 10000m | 5e        | 5e          |           |             |                    |
| 1993 | DNS2 500m 4e 1500m 8e 5000m 8e 10000m  | Zilver    |             | 20e       |             |                    |
| 1994 | 6e 1000m 6e 1500m 8e 5000m 11e 10000   |           | 7e          |           |             | 37e 500m 24e 1000m |
| 1995 | 12e 500m 5e 1500m 5e 5000m 11e 10000m  | 7e        | 7e          |           |             |                    |
| 1996 | 5e 500m · 1000m                        | 4e        |             |           |             |                    |
| 1997 | 12e 1000m                              | 13e       |             |           |             |                    |